# Souhvězdí Labutě
Labuť (latinsky: Cygnus) je souhvězdí na severní obloze. Sousedními souhvězdími jsou Cefeus, Drak, Lyra, Lištička, Pegas a Ještěrka. Patří mezi 48 souhvězdí, která zavedl řecký astronom Ptolemaios. Labuť se rozprostírá v bohaté oblasti Mléčné dráhy. Dá se poměrně snadno najít, jelikož její nejjasnější hvězda, Deneb, tvoří jeden z vrcholů letního trojúhelníku. Labuti se někdy říká Severní kříž. Ve středoevropských zeměpisných šířkách jde zčásti o cirkumpolární souhvězdí (viditelné po celý rok). Za zimních večerů je Labuť v nejhorším pozorovacím postavení – dolní kulminace probíhá 12. února – souhvězdí klesá pomalu pod severní obzor, viditelný zůstane pouze Deneb. Ale v průběhu zimních nocí pomalu zvyšuje svoji výšku, dokud není opět viditelná celá. Během roku Labuť stoupá po východním obzoru. Nejlepší pozorovací podmínky nastávají za letních nocí (horní kulminace je 13. srpna), kdy je souhvězdí viditelné celou noc. V srpnu je také aktivní meteorický roj nazývaný Kappa Cygnidy. Směrem do souhvězdí Labutě se rychlostí 220 km/s pohybuje naše Sluneční soustava.

## Původ jména

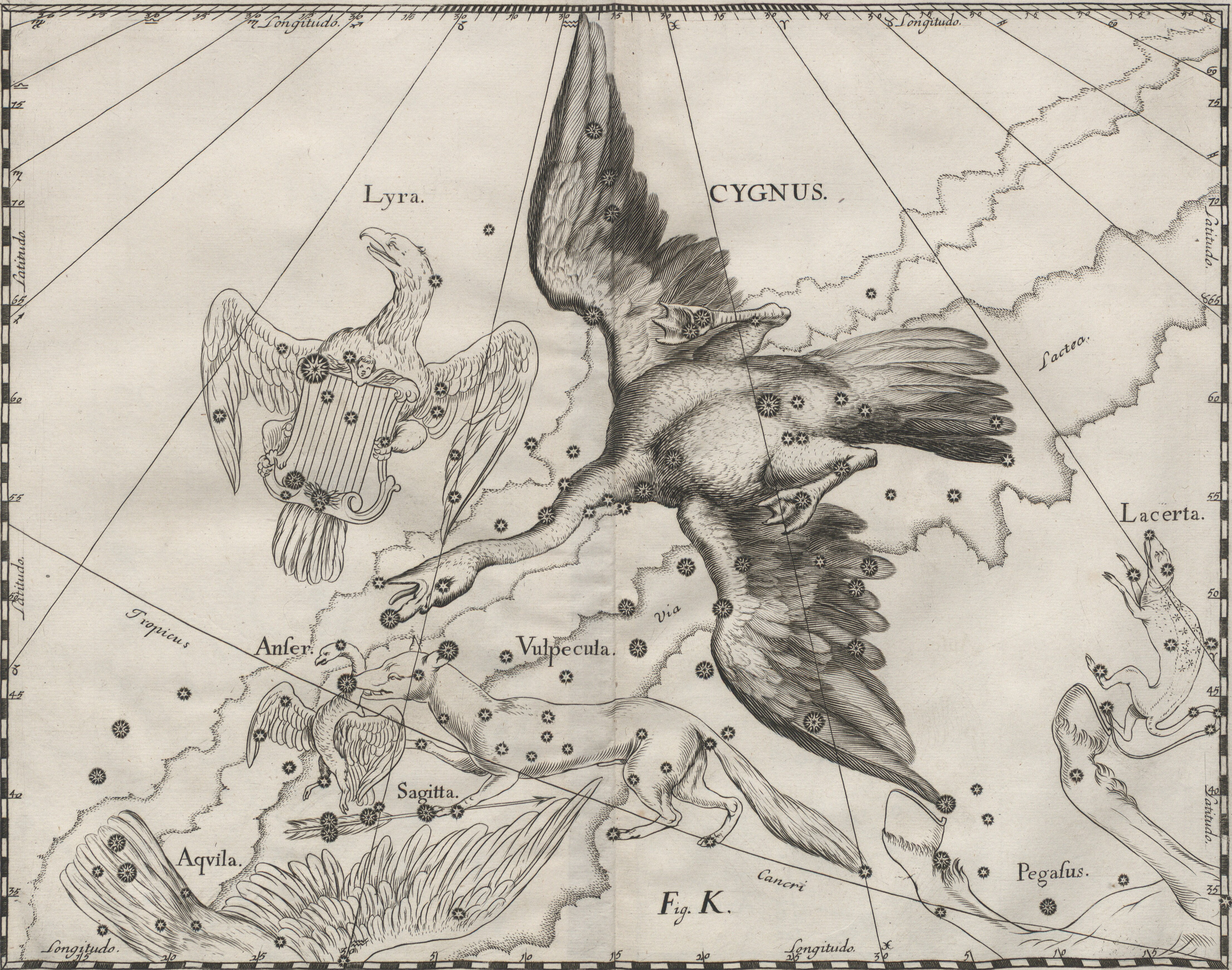
Labuť od Hevelia

Podle legendy se v labuť proměňoval Zeus, když se chtěl podívat mezi lidi. V této podobě navštívil i spartskou královnu Lédu, o kterou se zajímal pro její krásu. Aby se k ní mohl přiblížit, nechal se pronásledovat obrovským orlem, před kterým ho spartská královna zachránila. Po Diově návštěvě Leda porodila blížence Castora a Polluxe, byla také matkou dvou dcer – Klytaimnéstry a krásné Heleny, kvůli které vypukla Trojská válka. Castorův a Klytaimnéstřin otec byl Ledin manžel Tyndareos, otcem Poluxe a Heleny byl Zeus.

## Hvězdy

Srovnání Denebu a Slunce

Nejjasnější hvězdou je Deneb (alfa Cygni). Jméno v překladu znamená chvost, neboť Deneb tvoří ocas Labutě. Deneb je modrobílý veleobr spektrální třídy A2Ia a patří k nejzářivějším známým hvězdám – je od Slunce vzdálený asi 3 000 světelných let a má jasnost 1,25. Tvoří vrchol letního trojúhelníku. V Česku je Deneb cirkumpolární. Beta Cygni neboli Albireo (3,1 mag) je dvojhvězda složená z červeného obra a modrého souputníka. Albireo zobrazuje předek labutě (jméno v překladu znamená zobák). Hruď Labutě tvoří gama Cygni neboli Sadr (2,2 mag). Pravé křídlo Labutě tvoří hvězdy epsilon a zeta Cygni. Levé křídlo je tvořeno hvězdami delta a kappa Cygni. Blízko hvězdy Sadr je extrémně jasná hvězda Cyg OB2-12, která je ovšem silně zastíněná prachem, takže je vidět pouze dalekohledem. Epsilon Cygni neboli Gienah je dvojhvězda s jasností 2,9 mag. Na hranici viditelnosti pouhým okem je hvězda 61 Cygni. Je to první hvězda, u které byla změřena její vzdálenost.
V Labuti je známo přes 400 proměnných hvězd, mezi nimi tři novy. Jednou z nejzajímavějších je kappa Cygni, což je hvězda typu Mira Ceti. KY Cygni je jednou z největších známých hvězd, ale kvůli silnému zastínění prachem je viditelná pouze většími dalekohledy. Další jasné proměnné hvězdy jsou U Cygni, P Cygni, SS Cygni, R Cygni, RT Cygni, W Cygni, Z Cygni, V407 Cygni a V456 Cygni.

## Objekty vzdáleného vesmíru
Labutí prochází Mléčná dráha, která je uprostřed Labutě rozdělena temným pruhem prachu, který je znám jako Velká trhlina v Labuti nebo Severní pytel s uhlím. Temný pruh pokračuje přes Orla a končí v Hadonoši.

### Hvězdokupy
V souhvězdí se nachází několik otevřených hvězdokup. Jednou z nich je Messier 29, která leží poblíž hvězdy Sadr (γ Cyg). M29 má jasnosti 7,1 mag. Pouhým okem je viditelná hvězdokupa Messier 39, která má jasnost 4,6 mag.

### Mlhoviny
Labuť je velmi bohatá na emisní a planetární mlhoviny. Východně od hvězdy Deneb se nachází NGC 7000, což je emisní mlhovina známá také jako Severní Amerika. Svým vzhledem opravdu připomíná jeden z pozemských kontinentů. Dosahuje jasnosti 6,0 mag a je tedy na hranici viditelnosti pouhým okem. Pouhým okem se ale jeví jako slabá tečka. Při použití triedru vypadá jako rozmazaná šmouha. V těsné blízkosti této mlhoviny se nachází také mlhovina Pelikán. Jihovýchodně od Severní Ameriky leží NGC 7027, což je jedna z nejjasnějších a přitom nejmenších planetárních mlhovin. V nejvýchodnější části souhvězdí, blízko hranice se souhvězdím Ještěrky, leží emisní mlhovina Kokon, ze které vybíhá temná mlhovina Barnard 168 (B168). V oblasti pravého křídla Labutě, poblíž hvězdy Gineah leží emisní mlhovina Řasy (též mlhovina Plachta, NGC 6960 a NGC 6992), která má jasnost 7,0 mag. 2° jihozápadně od hvězdy Sadr leží další emisní mlhovina NGC 6888. Zajímavá je také planetární mlhovina NGC 6826, která má jasnost 9,8 mag. Často se jí říká Blikající planetární mlhovina. Další planetární mlhovinou v Labuti je mlhovina Vajíčko.

### Ostatní objekty
Na rozhraní souhvězdí Labutě a Cefea leží galaxie NGC 6946. V Labuti se nachází rádiový zdroj Cygnus A, který je po Slunci a Cassiopeie A nejjasnější rádiový zdroj na obloze. Cygnus X-1 je silný zdroj rentgenového záření, první zdroj objevený v Labuti. Pravděpodobně se jedná o černou díru. V souhvězdí existuje také černá díra V404 Cygni, jedna z nejbližších k Zemi. V roce 2011 sonda Kepler objevila v souhvězdí Labutě planetární systém Kepler-11, který obsahuje 6 exoplanet. Dalším planetárním systémem se čtyřmi exoplanetami je KOI-730.